# Gerald Guralnik
Gerald Stanford Guralnik (Cedar Falls, 17 settembre 1936 – Providence, 16 aprile 2014) è stato un fisico statunitense, maggiormente noto come uno dei teorizzatori del meccanismo di Higgs.

## Biografia
Guralnik ottenne un B.S. al MIT nel 1958 e un Ph.D. all'università di Harvard nel 1964. In seguito, grazie al sostegno della National Science Foundation, seguì un corso di post dottorato all'Imperial College London, poi diventò insegnante di fisica alla università di Rochester. Fu anche Chancellor's Professor of Physics alla Brown University.
Nel novembre 1964, durante la permanenza all'Imperial college, scrisse con Tom Kibble e C. R. Hagen l'articolo "Global Conservations Laws and Massless Particles", pubblicato su Physical Review Letters, in cui veniva teorizzato un meccanismo di acquisizione di massa delle particelle elementari, divenuto poi noto come meccanismo di Higgs. Nell'ambito delle celebrazioni per il 50º anniversario della fondazione, l'articolo fu definito "Una pietra miliare nella storia della rivista".
Dal 1985 al 1987 fece parte dello staff del Los Alamos National Laboratory. A Los Alamos realizzò importanti risultati nello sviluppo e applicazione di metodi computazionali per la teoria della cromodinamica quantistica su reticolo.
Nel 2010 ricevette il premio Sakurai della American Physical Society, per «l'elucidazione delle proprietà della rottura spontanea di simmetria nella teoria di gauge relativistica quadrimensionale, e del meccanismo di generazione della massa dei bosoni vettori».
Guralnik, Kibble e Hagen sono ampiamente riconosciuti come gli autori del più completo dei primi studi sulla teoria del meccanismo di Higgs, per cui è ritenuta controversa la decisione di non assegnare anche a loro il premio Nobel per la fisica del 2013, che andò solamente a Peter Higgs e François Englert.